# Affymetrix
Affymetrix est une entreprise américaine basée à Santa Clara en Californie, fabriquant des puces à ADN.

## Histoire
La technologie a été mise au point dans les années 1980 par une équipe de scientifiques. Après avoir été une division de Affimax en 1991, elle prend le nom de Affymetrix en 1992. 
En 2008 elle a racheté Panomics, Inc., True Materials Inc. 
Elle a réalisé un chiffre d'affaires de 327 millions de dollars en 2009.
En janvier 2016, Thermo Fisher annonce l'acquisition d'Affymetrix, spécialisée dans l'analyse génétique, pour 1,3 milliard de dollars. En mars 2016, Origin Technologies surenchérit à cette offre avec une offre à 1,5 milliard de dollars, cette proposition est par la suite rejetée par la direction d'Affymetrix.